# مدينة الطب في بغداد
دائرة مدينة الطب هي دائرة حكومية صحية، فيها مجمع مستشفيات ومؤسسات صحية، تعد أكبر الدوائر الحكومية الطبية في العراق، وموقعها على شاطئ شرق دجلة في منطقة باب المعظم في وسط بغداد. تظم الدائرة 7 مستشفيات لفروع الطب المتنوعة وفروعها الدقيقة، وفي الدائرة أحد عشر مركزاً تخصصياً وأقساماً طبية، والمعهد العالي للمهن الصحية، وإعدادية تمريض بغداد، أُنشئت الدائرة في عام 1961. سُمّيتْ الدائرة في فترة حكم صدام حسين باسم «دائرة مدينة صدام الطبية».

## نبذه تاريخية
وضع حجر الاساس لمدينة الطب في بغداد، عبد الكريم قاسم في يوم 8 آذار عام 1961. وكانت تتألف من المستشفى الجمهوري (التعليمي) بسعة الف سرير وهو اكبر الاقسام في المدينة يتكون من بناية ذات 12 طابق تغطي قطعة من الارض مساحتها 47 ألف متر مربع. وبكلفة خمسة ملايين ونصف دينار عراقي. والقسم الثاني من مدينة الطب يتألف من بناية دار التمريض الخاص ذات الثمانية طوابق وبمساحة قدرها 11 ألف متر مربع وبسعة 120 سرير. وبناية مستشفى الطفل بسعة 150 سرير للاطفال ومساحة قدرها 15 ألف متر مربع. واقسام الخدمات والمخازن ودار الاطباء ومدرسة الممرضات.

## المستشفيات والمراكز
- مستشفى بغداد التعليمي
- مستشفى الجراحات التخصصية
- مستشفى دار التمريض الخاص
- مستشفى حماية الأطفال

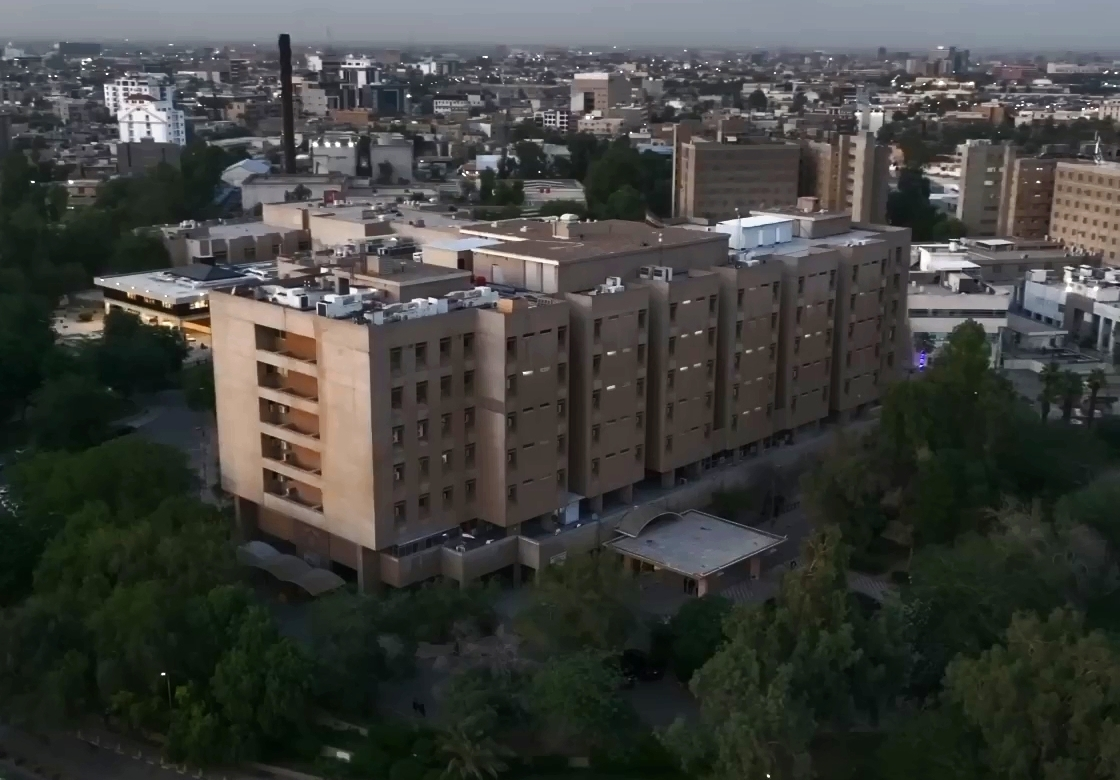
مستشفى دار التمريض الخاص

- مستشفى امراض الجهاز الكبدي والهضمي
- مستشفى المختبرات التعليمي
- المركز العراقي لامراض القلب
- مركز أمراض الدم

## مستشفى بغداد التعليمي
تقدم المستشفى الخدمات التشخيصية، العلاجية، الطبية،
الجراحية والتعليمية في مختلف فروع الطب وتشمل:
جراحة عامة (General Surgery)
نسائية وتوليد (Gynecology & Obstetric)
باطنية (Medicine)
أمراض الكلية وغسل الكلية (Renal disease & kidney dialysis)
إنعاش القلب (CCU)
إنعاش الرئة (RCU)
الكشف المبكر لأورام
الثدي (Early detection of Breast tumor center)
عيادات خاصة وتشمل:
عيادة مرض بهجت (جلدية) (Bahgat disease)
عيادة تصلب الأعصاب (Multiple Suclerosis)
عيادة وهن العظام (Osteoporosis)
عيادة أمراض الدم (Haematology)
استشارية الأورام (Oncology)
العلاج الطبيعي (Physiotherapy)
عيادة تنظيم الآسرة (Family planning)
تقدم المستشفى تدريب لطلاب كلية الطب وطلاب الدراسات العليا
يعمل في المستشفى (189) مائة وتسع وثمانون طبيب اختصاص في جميع الفروع الأنفة الذكر. (302) ثلاثمائة واثنان طبيب دراسات عليا.
سعة المستشفى (1000) ألف سرير.
عدد المرضى الراقدين شهريا" حوالي (2212) ألفان ومائتان وأثنى عشر مريض.
عدد العمليات (380) ثلاثمائة وثمانون عملية شهرياً.
عدد المرضى للعيادات الاستشارية (26883) ست وعشرون ألف وثمانمائة وثلاث وثمانون مريض شهرياً.

## مستشفى الجراحات التخصصية
تقدم المستشفى الخدمات التشخيصية، العلاجية، الطبية، الجراحية والتعليمية
في مختلف فروع الطب وتشمل:
- جراحة المجاري البولية
- زرع الكلية
- غسل الكلية
- طب وجراحة الأنف والأذن والحنجرة
- جراحة العظام والمفاصل والكسور
- جراحة الصدر والأوعية الدموية
- طب وجراحة العيون
- الجراحة التقويمية
- جراحة الوجه والفكين
- جراحة الجملة العصبية
- العناية التنفسية المركزة
- زرع الأسنان
- خدمات تخصصية لمعالجة شق الشفة والحنك الولادي (Cleft lip & Palate surgery)
- العلاج بالطب الصيني
- مركز السموم
- قسم الأشعة

تقدم المستشفى تدريباً لطلاب كلية الطب وطلاب الدراسات العليا.
يعمل في المستشفى اثنان وتسعون طبيباً ذوي اختصاص في جميع الفروع الأنفة الذكر وثلاثمائة
و ستة أطباء دراسات عليا.
سعة المستشفى خمسمائة وثمانة وعشرون سريراً.
عدد المرضى الراقدين شهريا" حوالي ألف وخمسمائة مريض.
عدد العمليات سبعمائة عملية شهرياً.

## مستشفى دار التمريض الخاص
تقدم المستشفى الخدمات التشخيصية، العلاجية, الطبية والجراحية في مختلف فروع الطب والجراحة والتي تشمل :
الجراحة العامة (General surgery)
الباطنية (Medicine)
القلبية (Cardiology)
غسل الكلية (Kidney dialysis)
نسائية وتوليد (Gynecology & Obstetric)
أطفال (Children & Pediatric)
قسطرة القلب (Cardiac cathetrization)
أقسام الأشعة (X-ray department)
يعمل في المستشفى (45) خمس وأربعون طبيب اختصاص.
تبلغ سعة المستشفى (249) مائتان وتسع وأربعون سريراً.
عدد المرضى الراقدين شهريا" (908) تسعمائة وثمانية مريض.
عدد العمليات (321) ثلاثمائة وإحدى وعشرون عملية في الشهر.

## مستشفى حماية الأطفال
تقدم المستشفى الخدمات التشخيصية، العلاجية والطبية والجراحية وعلاج الأسنان لجميع الأطفال إلى عمر ستة عشر.
تحتوي المستشفى على مختلف الاختصاصات الفرعية في مجالات:
زرع نخاع العظم (Bone-marrow transplantation)
نزف الدم الوراثي (Hemophilia)
الأورام (Oncology)
أمراض الغدد الصماء (Endocrine center)
تقدم المستشفى تدريب لطلاب الكلية والدراسات العليا
يعمل في المستشفى (38) ثمان وثلاثون طبيب اختصاص و(120) مائة وعشرون طالب دراسات عليا.
تبلغ سعة المستشفى (318) ثلاثمائة وثمانية عشر سريراً.
عدد المرضى الراقدين شهرياً (873) ثمانمائة وثلاث وسبعون مريض.
تتألف المستشفى من ثلاثة طوابق.
يعمل في المستشفى (92) اثنان وتسعون طبيب اختصاص في جميع الفروع الأنفة الذكر و(306) ثلاثمائة و ستة طبيب دراسات عليا.
سعة المستشفى (528) خمسمائة وثمان وعشرون سرير.
عدد المرضى الراقدين شهريا" حوالي (1500) ألف وخمسمائة مريض.
عدد العمليات (700) سبعمائة عملية شهرياً.

## مستشفى الجهاز الهضمي وأمراض الكبد التعليمي
تقدم المستشفى الخدمات التشخيصية، العلاجية, الطبية والجراحية لجميع المرضى الذين يعانون من أمراض الجهاز الهضمي والكبد.
تقدم المستشفى تدريب لطلاب الكلية والدراسات العليا
يعمل في المستشفى (25) خمس وعشرون طبيب اختصاص و(20) عشرون طالب دراسات عليا.
تبلغ سعة المستشفى (90) تسعون سريرا".
عدد المرضى الراقدين شهريا" (325) ثلاثمائة وخمس وعشرون مريض.
عدد العمليات (36) ست وثلاثون عملية في الشهر.

## المركز العراقي لامراض القلب
يقدم المركز الخدمات التشخيصية، العلاجية، الطبية والجراحية لجميع المرضى الذين يعانون من أمراض القلب والأوعية الدموية.
يقدم المركز تدريب لطلاب الدراسات العليا.
سعة المركز (70) سبعون سرير.

## الموقع الرسمي لمدينة الطب
http://medicalcity-iq.net